# Ražanac
Ražanac (ital. Rassanze) ist eine Gemeinde in Kroatien in der Gespanschaft Zadar

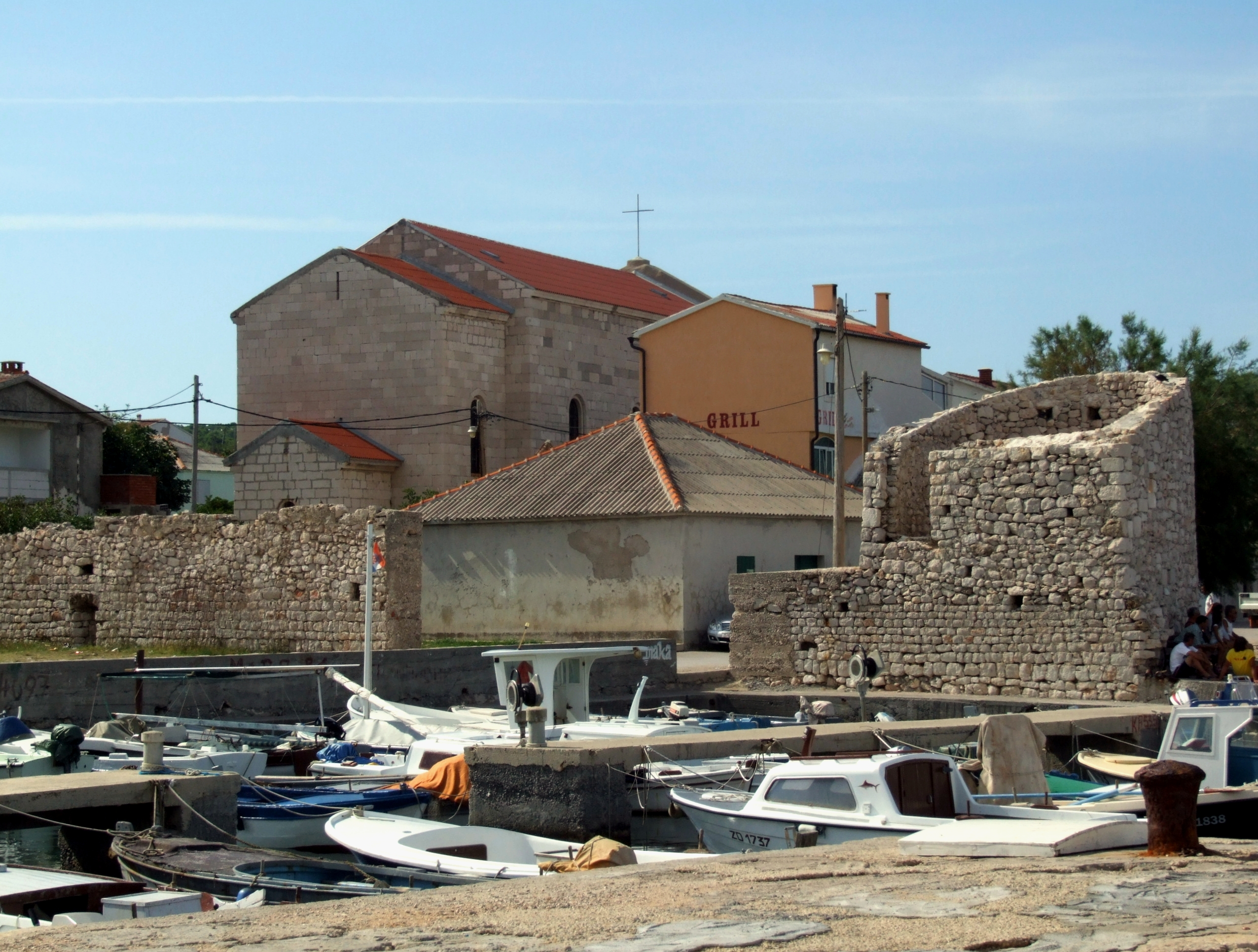
Mauer

## Lage und Einwohner
Ražanac liegt 20 km nordöstlich von Zadar. Der Ort liegt am südwestlichen Ufer des Velebitkanals, östlich der Straße zur Insel Pag.
Die Gemeinde besteht aus den acht Orten Jovići, Krneza, Ljubač, Ljubački Stanovi, Podrvšje, Radovin, Ražanac und Rtina und hat 2940 Einwohner, wovon allein 943 im Hauptort Ražanac leben (Volkszählung 2011).

## Geschichte
Die Siedlung wurde 1507 gegründet, als sich die Gegend gegen die Türken stemmte. Die damals erbaute Festung wurde aber 1570 von den Türken zerstört.